# Ludvig Jönsson

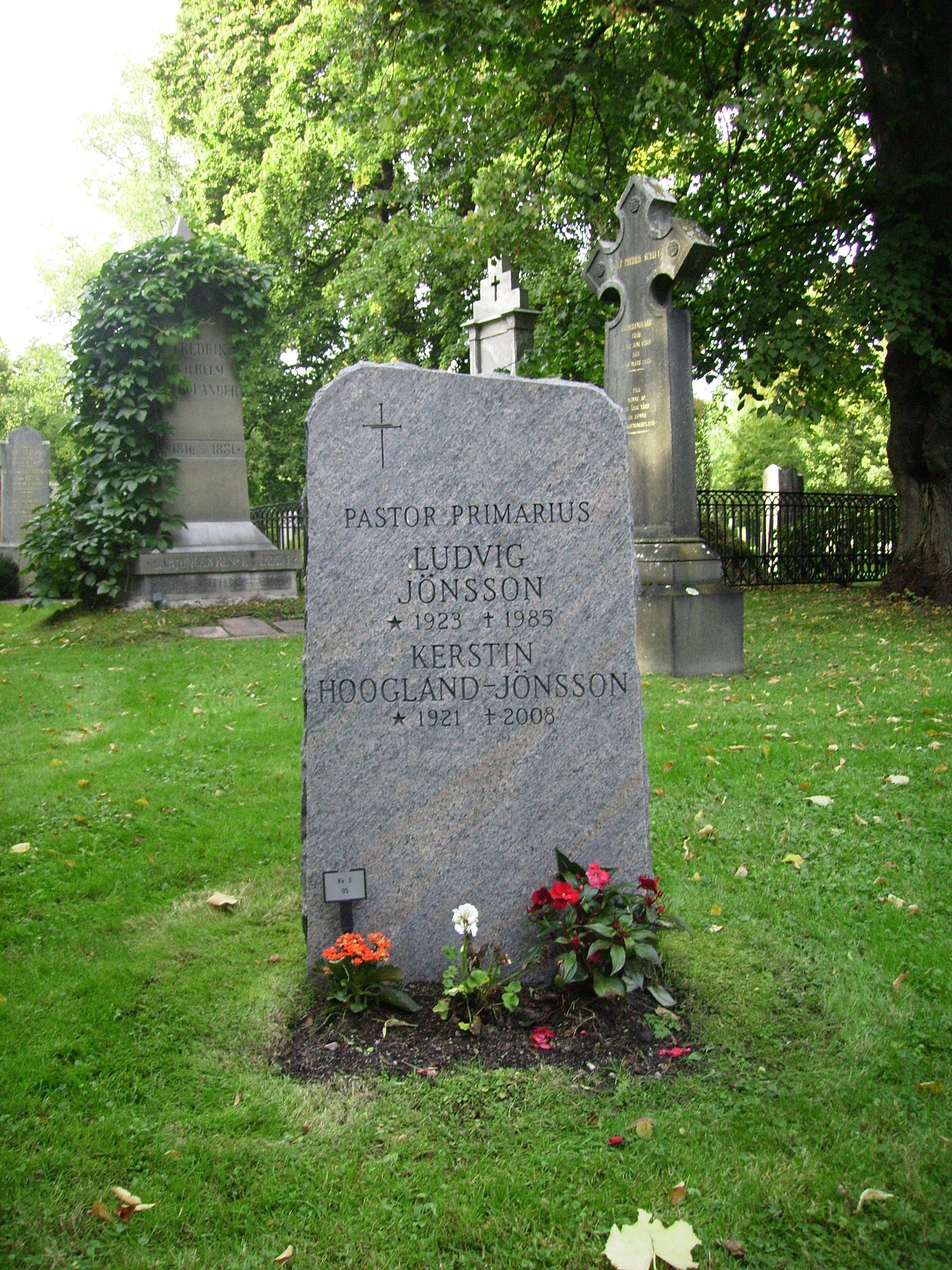
Ludvig Jönssons gravvård på Norra begravningsplatsen i Solna.

Johan Ludvig Jönsson, född 7 november 1923 i Örkelljunga, död 5 augusti 1985 i Skövde, var en svensk präst och hovpredikant. 
Jönsson blev en känd röst i Sveriges Radio 1968 då han började svara på lyssnarfrågor i programmet "Någon att tala med". Han gav där uttryck för sin frigjorda hållning när det gäller äktenskap, och var en fördomsfri röst i debatten om bland annat homosexualitet. Han använde inte religiösa pekpinnar och i sin rådgivning gav han inte själv svar på brevskrivarens problem, utan uppmuntrade lyssnaren till att se till sina egna resurser att lösa krisen. Jönsson medverkade i programmet fram till sommaren 1974.
Från 1980 var han pastor primarius (domprost) i Storkyrkoförsamlingen i Stockholm. Han var, som nämnt, även samlevnadspräst och författare. I sina böcker pläderade han för synen på Gud inte som allmakten, utan som den villkorslösa kärleken.
Jönsson var en av de första präster i landet som tog ställning för de homosexuella, bland annat med uttalandet "där kärlek sker, sker något heligt" när Storkyrkan i Stockholm med start 1980 höll gudstjänst med inbjudan speciellt adresserad till hbt-personer.
Ludvig Jönsson var gift med Kerstin Hoogland-Jönsson (1921–2008). Makarna är gravsatta på Norra begravningsplatsen utanför Stockholm.